# Shōnen
Der japanische Begriff Shōnen (japanisch 少年, auch Shonen oder Shounen, deutsch „Junge“, „Jugendlicher“) bezeichnet eine Kategorie des japanischen Comics und Animationsfilms, Manga und Anime, die sich an ein jugendliches männliches Publikum richtet. Shōnen ist die auf dem japanischen Markt am stärksten vertretene Manga-Gattung. Die verwandte Kategorie für ein etwas älteres männliches Publikum ist Seinen. Das Gegenstück für weibliche Jugendliche ist Shōjo, für erwachsene Frauen Josei. Diese Gattungseinteilung nach Zielgruppen rührt daher, dass die meisten Mangas in Japan zuerst in Manga-Magazinen erscheinen und diese sich auf demografische Gruppen spezialisiert haben. Die Einteilung nach solchen Gattungen zieht sich in den folgenden Verwertungsformen wie Sammelbänden und Anime-Verfilmungen durch und ist daher über die Magazine hinaus verbreitet als grobe Klassifizierung von Anime und Manga.
Ursprünglich bedeutete Shōnen „Jugend“ allgemein und wurde in diesem Sinne Ende des 19. Jahrhunderts für Kinder- und Jugendmagazine verwendet. Die Einteilung des Marktes, insbesondere der Manga-Magazine, nach geschlechts- und altersspezifischen Zielgruppen hat sich ab Beginn des 20. Jahrhunderts, besonders aber ab den 1960er Jahren etabliert und wird von den Verlagen auch offen kommuniziert. Der ähnliche Begriff Bishōnen bezeichnet die Darstellung eines schönen jungen Mannes nach japanischem Ideal, die vor allem im Shōjo-Manga und -Anime häufig vorkommt.

## Zielgruppe und Leserschaft
Werke des Shōnen richten sich an heranwachsende Jungen, Hauptzielgruppe ist das Alter von 9 bis 18 Jahren. Die tatsächliche Leserschaft besteht, wie bei anderen demografischen Kategorien von Anime und Manga, bei Weitem nicht nur aus der Kernzielgruppe, sondern rekrutiert sich aus allen gesellschaftlichen Gruppen. So gaben bei einer Umfrage unter Manga-Leserinnen im Jahr 2006 die meisten das Shōnen-Magazin Weekly Shōnen Jump als ihren Favoriten an, noch vor allen an die weibliche Zielgruppe gerichteten Publikationen. Die Zielgruppenorientierung tritt besonders in den Shōnen-Manga-Magazinen hervor, die neben den Serien auf die Interessen männlicher Jugendlicher zugeschnittene Werbung, beispielsweise für Spiele, und Zusatzinhalte bieten. Die Werbung und weiteren Inhalte lassen sich meist einem Franchise der Serien im Magazin zuordnen, so finden sich neben Kapiteln einer Mangaserie Anzeigen zur Videospielumsetzung oder redaktionelle Beiträge zu Verfilmungen.
Bei einigen Serien besteht die weibliche Leserschaft zu bedeutenden Teilen aus Rezipienten, die gleichgeschlechtliche Beziehungen zwischen den männlichen Charakteren hineinlesen oder interpretieren. Die Charaktere sind insbesondere solche, die als Bishōnen dargestellt oder vom Leser als solche empfunden werden. Diese auch in Form von Fanart wie Dōjinshi auftretende Lesart der Werke wird als Yaoi bezeichnet und hat sich mit der Zeit als eigenes Genre homoerotischer Geschichten einschließlich originärer Werke etabliert. Nach einem Vergleich der weiblichen Leserschaft der Serien One Piece, Naruto und Prince of Tennis und deren Aktivität in Form von Yaoi-Fanart kommt Yukari Fujimoto zu dem Schluss, dass der Anteil der Yaoi hineinlesenden Rezipienten tendenziell höher bei den Serien ist, die nur wenige, schwache und nicht zur Identifikation der weiblichen Leserschaft geeignete weibliche Figuren bieten.

## Typische Elemente

Die Dragonballs sind das Ziel der Suche in der gleichnamigen Serie

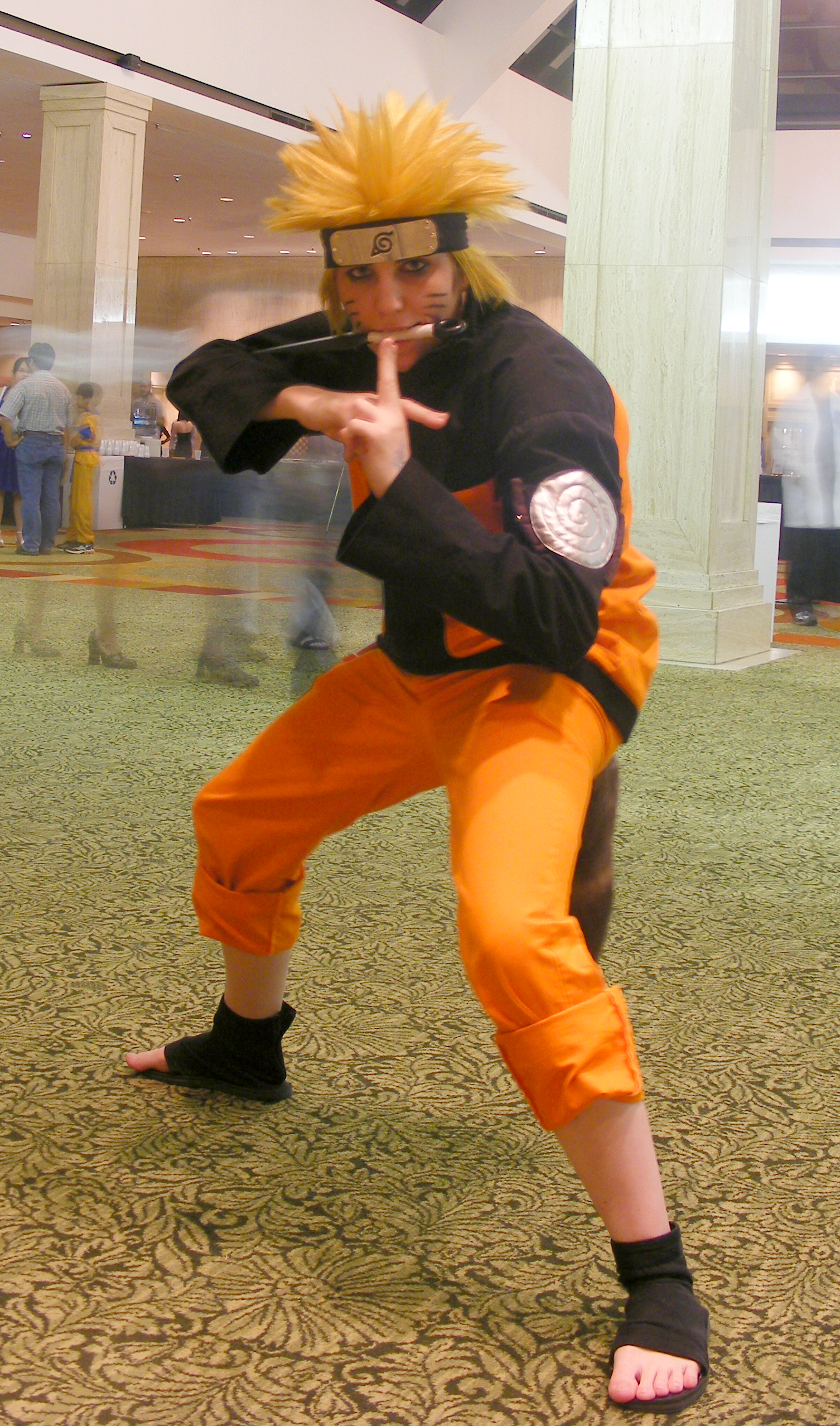
Cosplayer als Naruto Uzumaki, Protagonist der Serie Naruto, mit charakteristischer zackiger Frisur

Der thematische Schwerpunkt von Shōnen liegt vorwiegend auf Action, Abenteuer, Krieg und dem Kampf gegen Monster und böse Mächte. Teilweise werden daher Werke nicht wegen ihrer Zielgruppe dem Shōnen zugeordnet, sondern nur weil ihr inhaltlicher Schwerpunkt auf Action liegt. Innerhalb der Kategorie Shōnen gibt es trotz thematischer Schwerpunkte eine große inhaltliche Vielfalt und eine Vielzahl an Genres bzw. Subgenres. Im Vergleich mit Comic-Kulturen außerhalb Japans bietet die Sparte die größte thematische Vielfalt für ihre Zielgruppe. Dazu zählen auch Kriminalgeschichten, Alltagskomödien, Liebesgeschichten, romantische Komödien und Geschichten über Hobbys wie Sport und Spiele aller Art sowie den Alltag vieler Berufsgruppen. Hauptthema ist jedoch fast immer Rivalität zwischen dem Protagonisten und seinem Gegenspieler. Das sehr dominante Action-Genre stellt sich in allen möglichen Szenerien dar, von realistischer historischer oder zeitgenössischer Darstellung bis Fantasy oder Science-Fiction. In diesen ist der Kampf oder ein Quest oft zentrales Element. Erfolgreichster Vertreter dieser Serien ist Dragon Ball von Akira Toriyama. Actiongeschichten mit Kriegsthemen sind nicht selten heroisierend, zugleich gibt es kriegs- und gewaltkritische Serien. So erschien die Erzählung vom Überleben nach den Atombombenabwurf Barfuß durch Hiroshima als Shōnen-Manga. Historische Erzählungen über Samurai konzentrieren sich auf Humor oder den sportlichen Aspekt der Schwertkunst anstatt auf Heldentum. Bei diesen und anderen Actionserien wird über die Darstellung von Gewalt und Krieg nicht selten versucht, eine pazifistische Botschaft zu vermitteln. Es wird jedoch auch kritisiert, so von Hayao Miyazaki, dass viele Abenteuer- und Action-Serien und -Filme des Genres einfache Lösungen versprechen und in Gut-Böse-Schemata arbeiten. Ist eine bedrohende Kraft den Händen des Bösen entrissen und in denen des Helden, erscheint das Problem als gelöst, anstatt dass sich mit der Kraft selbst auseinandergesetzt wird.
Eine übliche Heldenfigur hat, so Jason Thompson, „wahnwitzig zackiges Haar“, sodass seine Silhouette sich leicht von der anderer Figuren unterscheidet. Der Charakter der Helden ist oft von widersprüchlichen Eigenschaften geprägt: aufbrausend und cool, ernst und zynisch, tollpatschig und unfehlbar – Helden, die wie Nichtsnutze erscheinen, aber verborgene Fähigkeiten besitzen. In manchen Serien nimmt dieser Widerspruch in Form von Henshin wörtlich Gestalt an. Der Held kann hier zwischen zwei Persönlichkeiten wechseln. Beispiele sind Yu-Gi-Oh oder Samurai Deeper Kyo. Oft verknüpft damit sind Bünde mit Geistern, Monstern oder Robotern. Der Held ist oft ein Außenseiter, ein in irgendeiner Weise anderen gegenüber Benachteiligter, der durch Training, Ausdauer und Willensstärke schließlich doch gegen alle Wahrscheinlichkeit zum Erfolg kommt. Ein weiteres gängiges Handlungselement ist daher das Happy End, jedoch ist ein gutes Ende nicht zwingend. Die Handlung selbst folgt dem Aufbau der Heldenreise. Der Fokus im Shōnen liegt dabei auf der Initiationsphase, der Transformation zum Helden, die den größten Teil der Geschichten ausmacht. Entsprechend hält die Weiterentwicklung des Charakters während der gesamten Handlung an, und das Übersichhinauswachsen des Protagonisten, das Held-Werden statt des Held-Seins, ist das Hauptthema jeder Serie. Angela Drummond-Mathews sieht darin eine herausragende Eigenschaft des Shōnen-Mangas und den Grund für dessen Erfolg in Japan. Bei länger laufenden Serien wiederholt sich das Muster der Heldenreise. Um die Spannung zu halten, wird in jedem neuen Handlungsbogen die zu überwindende Gefahr größer, der Gegner mächtiger. Dabei treten neben die äußeren Ziele, wie dem Besiegen des Gegners, auch innere, wie das Erwachsenwerden des Protagonisten. Die Ziele der Hauptfiguren und die zu überwindenden Widerstände sind miteinander verknüpft, was zu komplexeren Handlungssträngen und Charakterzeichnungen führt. Die Geschichten werden im Gegensatz zum auf Emotionen und Charakterentwicklung fokussierten Shōjo von Dialogen und Action schnell vorangetrieben.
Die Darstellung der Augen ist im Shōnen, vor allem in den ersten Jahrzehnten nach dem Krieg, deutlich kleiner als im Shōjo. Bei Letzterem werden die größeren Augen zur besseren Vermittlung von Emotionen genutzt – ein Aspekt der bei Shōnen weniger Priorität hat. Neil Cohn beschreibt den Zeichenstil im Shōnen-Manga generell als „kantiger“ als beim Shōjo, so dass er von diesem in der Regel vom geübten Leser leicht zu unterscheiden ist. Ein vor allem in Action-Szenen oft genutztes Stilmittel sind in rauen, groben Linien gezeichnete Konturen der Figuren, die den sie in diesen Szenen üblicherweise umgebenden Bewegungslinien ähneln.
Die thematische Ausrichtung der Gattung ist gut erkennbar an den Grundwerten oder dem Motto, das sich japanische Magazine üblicherweise geben. Beim Shōnen Jump sind dies „Freundschaft, Ausdauer und Sieg“, das CoroCoro Comic für Grundschulkinder nennt „Mut, Freundschaft und Kampfgeist“.

## Geschichte

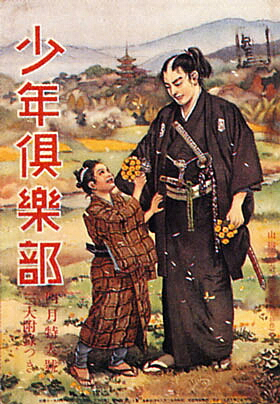
Titelbild der Shōnen Club von April 1929

Magazine mit nach Geschlecht getrennter Zielgruppe gibt es in Japan seit der Zeit um 1900. 1895 war Shōnen Sekai das erste Jugendmagazin, es war zunächst noch an Mädchen und Jungen gleichermaßen gerichtet. Ab 1902 folgten Magazine für Mädchen, und Shōnen-Magazine entwickelten sich zu an ein männliches Publikum gerichteten Produkten. Jedoch enthielten diese Publikationen noch keine Mangas, diese sollten sich in der modernen Form erst in der folgenden Zeit entwickeln. Shōnen Pakku von 1907 war das erste an Jungen gerichtete Magazin, das auch Mangas bot. 1914 folgte ihm Shōnen Club, später Yōnen Club. Zu den erfolgreichsten und einflussreichsten Serien in diesen Magazinen zählten Norakuro Nitō Sotsu, in der es um das Leben eines jungen Soldaten geht, und Tank Tankuro, die Geschichte eines menschlichen, vielseitig einsetzbaren Panzers in Kugelform. Im Laufe der 1920er Jahre hatten die Magazine zunehmend Erfolg und 1931 verkaufte Yõnen Club über 950.000 Exemplare. Während des Zweiten Weltkriegs gingen die Verkaufszahlen jedoch wieder zurück und die Publikationen wurden für Kriegspropaganda genutzt. Die Comics wurden weniger, viele der verbliebenen Shōnen-Serien drehten sich um Samurai und verbreiteten patriotische und militaristische Ideale. In anderen Geschichten kämpften Roboter im Krieg gegen die USA, so wie dort Superhelden in deren Geschichten in den Krieg zogen.
In der Besatzungszeit wurde das japanische Verlagswesen unter zunächst strengen Vorgaben neu aufgebaut. In den Medien waren Geschichten über Krieg und Kampf sowie viele Sportarten verboten, um der Propaganda der Kriegszeit ein Ende zu bereiten. Der moderne Manga entwickelte sich in dieser Zeit unter dem maßgeblichen Einfluss von Osamu Tezuka mit Serien wie Astro Boy und Kimba, der weiße Löwe. Inspiriert von amerikanischen Trickfilmen schuf er einen filmischen Erzählstil und die Tradition langer Serien mit fortlaufender Handlung, den Story-Manga, der auch für Shōnen-Manga charakteristisch ist. Die Serien dieser Zeit wurden überwiegend von Jungen und jungen Männern gelesen und in den darin erzählten Geschichten ging es um Roboter, Raumfahrt und heroische Action-Abenteuer. Einige der Science-Fiction-Serien nahmen Ideen aus den Kriegscomics auf und setzten sie mit pazifistischen Idealen neu um, so geschehen in Tetsujin 28-gō. Eines der ersten neuen Magazine war 1947 Manga Shōnen, das neben Osamu Tezuka auch frühe Werke von Leiji Matsumoto und Shōtarō Ishinomori publizierte. Nachdem 1952 die Zensur geendet und in Japan ein langanhaltender wirtschaftlicher Aufschwung begonnen hatte, nahm der Absatz von Manga und die Zahl der Magazine deutlich zu, und neben den schon etablierten Shōnen-Manga etablierte sich langsam die an Mädchen gerichtete Gattung Shōjo. Im Shōnen kam das Genre Sport hinzu, das heute stark vertreten ist. Die erste Serie war ab 1952 Igaguri-kun, die von einem Judoka handelte. Ashita no Joe, eine Geschichte über einen Boxer, die von 1967 bis 1973 vertrieben wurde, wurde zum bedeutendsten frühen Vertreter des Genres. 1959 starteten die noch heute erfolgreichen Shōnen Sunday und Shōnen Magazine, die ersten wöchentlichen Magazine der Gattung. Beide standen lange in Wettbewerb um den Platz des meistverkauften Magazins, und in den 1960er Jahren entstanden weitere wöchentliche Magazine wie Shōnen Champion, Shōnen King und Shōnen Ace. Das seit langem meistverkaufte Magazin Weekly Shōnen Jump wird seit 1968 herausgegeben. Viele der populärsten bzw. kommerziell erfolgreichsten Shōnen-Manga wurden und werden in diesem Magazin veröffentlicht, unter anderem Dragon Ball, Naruto, Bleach, One Piece und Slam Dunk.
Um 1970 entwickelte sich mit Seinen ein Genre für das ältere männliche Publikum, in dem sich viele Künstler der Gekiga-Bewegung wiederfanden. Auch der Niedergang des Leihbüchereimarktes trug dazu bei, dass Zeichner in den Markt für Magazine wechselten und dabei ihre Themen und ihren Stil mitbrachten. Einige von ihnen wechselten zum Shōnen-Manga – so wurden auch hier nun ernstere, politische Themen behandelt und gewaltsamere und freizügigere Darstellungen und anstößige Sprache kam in den Serien vor; Tabus wurden gebrochen. Bedeutende Künstler dieser Bewegung sind Shigeru Mizuki, der die Horrorgeschichte Gegege no Kitaro schuf, und George Akiyama. In Ashura thematisiert und zeigt er Kannibalismus, in anderen Serien geht es um traumatisierte Kinder oder Massenmörder. Zwar riefen diese Mangas Widerstand in der Öffentlichkeit hervor, doch im Gegensatz zu anderen Ländern führte dies nicht zum Niedergang der Branche, sondern zu größerem Erfolg. Serien mit anarchischem, anstößigem Humor bis hin zum Fäkalhumor wurden ab den 1970er Jahren zu einem Trend unter Kinder- und Shōnen-Serien. Ein später international bekannt gewordenes Beispiel ist Crayon Shin-Chan. Begründer erotischer Serien, aus denen das rein an Erwachsene gerichtete Etchi-Genre hervorging, war Gō Nagai mit Harenchi Gakuen, das damals noch im Shōnen Jump erschien.
Sowohl die stilistischen als auch die inhaltlichen Unterschiede der beiden großen Kategorien Shōnen und Shōjo haben sich seit den 1980er Jahren deutlich verringert, es fand ein weitreichender Austausch von Stilmitteln und Themen statt. So wurden große Augen auch in Shōnen-Werken für die Vermittlung von Gefühlszuständen genutzt, und weibliche Figuren bekamen wichtigere Rollen, manchmal auch die Hauptrolle. Auch Frauen begannen erfolgreich Shōnen-Mangas zu zeichnen. Im Shōjo entwickelte grafische Erzähltechniken wie Montagen aus mehreren Panels wurden auch im Shōnen üblich. In Folge erotischer Serien wie Harenchi Gakuen sowie durch weibliche Autoren wurde auch Romantik Teil von Shōnen-Serien, insbesondere in der Form romantischer Komödien. Zu Beginn des Erfolgs von Mangas in der westlichen Welt Anfang der 1990er Jahre war die Gattung in diesen neuen Märkten so dominant, dass sie das Bild von Mangas insgesamt prägte. Um 2000 gewannen Shōjo-Serien stark an Popularität, doch noch immer gehört Shōnen auch international zu den am meisten nachgefragten Gattungen.
Im Zuge der internationalen Veröffentlichung von Mangaserien entstanden auch außerhalb Japans Magazine dieser Gattung. So erschien Shōnen Jump auch in den Vereinigten Staaten. Auf Deutsch kamen zeitweise die Banzai! sowie die Manga Power heraus. Keine der Publikationen konnte sich längere Zeit am Markt halten.

## Stellung der Frau
Ursprünglich spielten in Shōnen-Manga Männer und Jungen nahezu alle Hauptrollen, wobei Frauen und Mädchen, wenn überhaupt, meist als Schwester, Mutter oder Freundin vorkamen. Sie bildeten das „zarte“ Gegenstück zu einer harten, männlichen Welt oder waren Objekt der Begierde und Verfügung männlicher Figuren. Dies gilt besonders für die sich in den 1970er Jahren aus dem Shōnen-Manga entwickelnden Etchi-Serien. Abashiri Ikka von Gō Nagai, einer der ersten Vertreter dieser Entwicklung, ist ein frühes Beispiel für eine weibliche Protagonistin. Ab den 1980ern begannen Frauen und Mädchen wichtigere Rollen einzunehmen. Zunächst wurden weibliche Charaktere aktiver, kämpften auch und waren nicht nur Beiwerk. Im 1980 erschienenen Dr. Slump war der Hauptcharakter ein starkes, verschmitztes Mädchen, eine Rolle, die zu der Zeit üblicherweise einem Jungen oder einem Mann zugeschrieben wurde. In der gleichen Zeit kamen erstmals weibliche Künstler mit Shōnen-Manga zu größerer Bekanntheit. Zu ihnen zählen Kei Kusunoki mit Horrorgeschichten wie Yōma und Rumiko Takahashi mit den romantischen Komödien Ranma ½ und Urusei Yatsura sowie Horrorgeschichten. Zu aktuelleren Shōnen-Manga, die weibliche Protagonisten beinhalten, zählen Fairy Tail, Soul Eater und Watamote.
Gerade in Serien, die sich auch an ein älteres Publikum richten, werden weibliche Figuren für die männliche Zielgruppe besonders attraktiv dargestellt, als sogenannte Bishōjos. Sie sind daher nicht nur für männliche (Haupt-)Charaktere Objekt des emotionalen bzw. sexuellen Verlangens, sondern auch für den potenziellen Leser, was sie zu einem Teil des Fanservice macht. In diesen Serien haben sich früher noch stärker verbreitete Klischees erhalten, jedoch haben auch hier Frauen aktivere Rollen. Eine seit den 1980er Jahren im Shōnen etablierte Form der romantischen Komödie kombiniert einen schwachen männlichen Protagonisten mit einer stärkeren weiblichen Figur, die Geliebte oder Objekt des romantischen und sexuellen Interesses ist und zugleich gute Freundin und Vertraute. Im Genre Harem ist der Protagonist von mehreren, charakterlich unterschiedlichen Frauen oder Mädchen umgeben, die ihn begehren und dabei oft sicherer auftreten als er selbst. Beispiele hierzu sind Magister Negi Magi von Ken Akamatsu und Hanaukyo Maid Team von Morishige. Männliche Hauptcharaktere sind mit dem Versuch, eine Beziehung mit weiblichen Charakteren einzugehen, nicht immer erfolgreich. In anderen Fällen wird der ursprünglich naive und infantile männliche Protagonist der Geschichte „erwachsen“ und lernt, wie man mit Frauen emotional oder sexuell umgehen sollte. So Yota in Video Girl Ai von Masakazu Katsura. Seit den 1990er Jahren haben Frauen und Mädchen eine wichtigere Rolle in Shōnen-Manga eingenommen, und weibliche Protagonisten sind seither zwar immer noch nicht die Mehrheit, aber üblich.

## Manga-Magazine

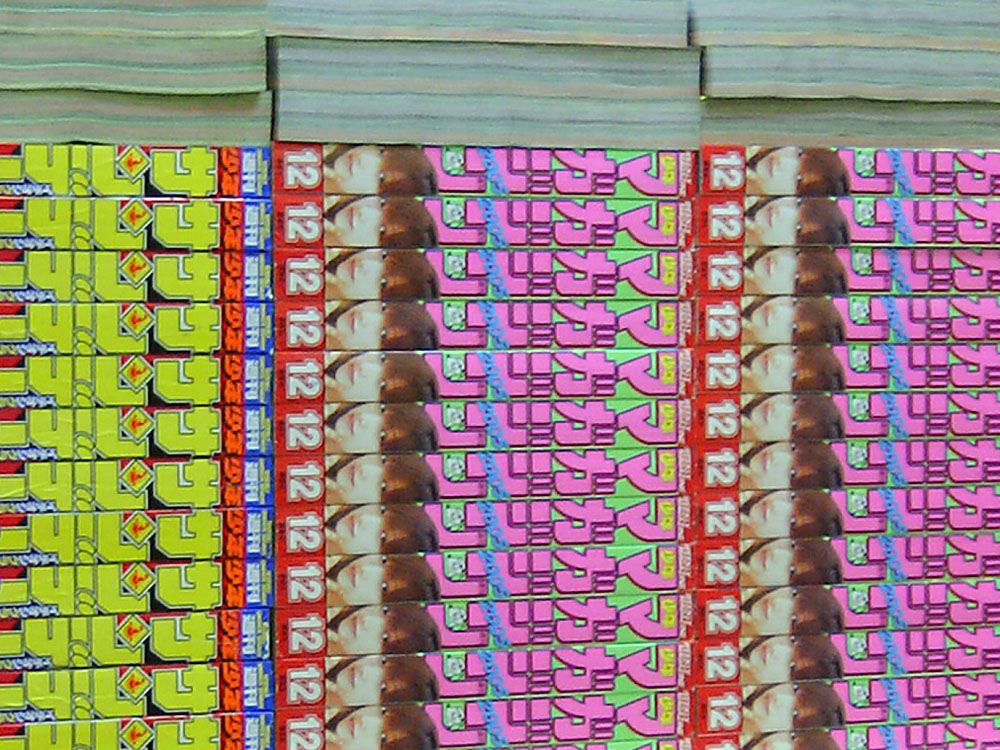
Stapel von Shōnen Magazine und Shōnen Sunday aus dem Jahr 2005

In Manga-Magazinen werden Shōnen-Mangas zielgruppenorientiert veröffentlicht. Während des Höhepunkts der Manga-Verkaufszahlen in der Mitte der 1990er Jahre gab es 23 Shōnen-Magazine, die 1995 zusammen 662 Millionen Exemplare verkauften. Der gesamte Markt an Manga-Magazinen umfasste im gleichen Jahr 265 Titel mit 1,595 Milliarden verkauften Exemplaren.
Ein Magazin ist meist mehrere hundert Seiten stark und enthält Kapitel von über einem Dutzend Serien oder Kurzgeschichten sowie Werbung. Die bedeutendsten japanischen Shōnen-Manga-Magazine sind die wöchentlich erscheinenden Shōnen Jump von Shūeisha, Shōnen Magazine von Kodansha und Shōnen Sunday von Shogakukan. Die drei Verlage sind zugleich die bedeutendsten Manga-Verlage. Das vierte wichtige Magazin, wenn auch mit deutlichem Abstand in den Verkaufszahlen, ist Weekly Shōnen Champion von Akita Shoten, das in den 1970er und 1980er Jahren große Bedeutung hatte und noch immer besteht. Auch CoroCoro Comic und Comic Bombom werden zu den Shōnen-Magazinen gezählt, auch wenn sie sich an eine Zielgruppe im Grundschulalter richten und ebenso der an Kinder gerichteten Gattung Kodomo zuzuordnen sind. Im Folgenden eine Übersicht der meistverkauften Magazine im Sommer 2015 mit einer Auflage über 100.000 Exemplaren:
| Titel                  | gedruckte Auflage |
| ---------------------- | ----------------- |
| CoroCoro Comic         | 920.000           |
| Monthly CoroCoro Comic | 180.000           |
| Jump Square            | 260.000           |
| Weekly Shōnen Jump     | 2.380.000         |
| Shōnen Magazine        | 1.110.000         |
| Monthly Shōnen Magazin | 540.000           |
| Weekly Shōnen Sunday   | 370.000           |